# Пропаганда в отношении Польши, связанная со вторжением России на Украину
Правительство Польши заявляет, что российская пропаганда ведёт многогранную дезинформационную кампанию против Польши, цель которой — показать, что польское руководство имеет агрессивные планы в отношении Украины и готовит нападение на её территорию. Польская сторона обвиняет Россию в попытке её дестабилизации с помощью кампаний по дезинформации и шпионажа. Россия, однако, осудила то, что она считает враждебной позицией Варшавы по отношению к ней и российским интересам в Польше.
В русскоязычном информационном пространстве интенсивно распространяется нарратив о том, что польская армия намеревалась войти на территорию Украины, чтобы захватить её западную часть, в том числе Львов. По другим версиям, польские солдаты уже оккупируют часть Украины. Данный нарратив дополняется сообщениями о том, что Польша намерена создать с Украиной общее государство, фактически подчинённое варшавскому руководству. Польша также представлена как безответственное и русофобское государство, стремящееся развязать войну в Европе. Польское правительство опровергло информацию о том, что Варшава имеет враждебные планы против Украины и готовится захватить и подчинить себе западную часть страны во имя идеи «великой республики».
Некоторые сообщения российской пропаганды были призваны дискредитировать Польшу и её политику, создать впечатление, что она хочет захватить часть украинской территории, а также дискредитировать украинских беженцев и настроить против них польское общество. Пропагандисты также распространяли мысль о том, что Польша является агрессором и планирует поступать с Украиной так же, как и Россия. Россия дискредитирует помощь, которую Украина получает от Польши в контексте войны с Россией. Цель этих действий — попытаться ухудшить ужесточающиеся польско-украинские отношения, развитие которых невыгодно для России, отбить у поляков охоту поддерживать украинцев.

## Общая дискредитация Польши
Пропаганда последовательно представляет Польшу как безответственное, агрессивное государство, руководствующееся неоправданными имперскими амбициями и иррациональным отвращением к России, которое, как утверждается, обусловлено «исторической агрессивностью польского дворянства», а теперь может даже спровоцировать ядерную войну в Европе своей попыткой создать «великую Польшу от моря до моря», а также спровоцировать войну с Россией и попытаться втянуть в неё Запад. Это было подчёркнуто, среди прочего, обсуждением поставок польских МиГ-29 и фейковыми новостями о том, что украинские лётчики будут взлетать с польских баз. Эта история была усилена комментариями бывшего американского военного в Fox News, который заявил, что Польша хотела это сделать, и генеральный секретарь НАТО Йенс Столтенберг якобы лично вмешался и приехал в Польшу, чтобы это остановить.
В апреле 2022 года появились сигналы о том, что захоронение расстрелянных НКВД в 1940 году польских военнослужащих может быть использовано Россией для символического «возмездия». В июне Министерство культуры России приняло решение снять польские флаги с Катынского кладбища за «антироссийский» настрой Польши. Оно было поддержано руководством мемориала и местными властями Смоленска.

## Аннексия территорий западной Украины Польшей
Издание Delfi отмечает, что нарратив о претензиях Польши на области Западной Украины появился ещё до вторжения 2022 года, как минимум в 2014 году, после аннексии Крыма Россией и начала войны в Донбассе. Как отмечает Институт Центральной Европы, сама Польша во многих отношениях является очень важным элементом международной поддержки Украины, и поэтому в интересах России спровоцировать напряжённость и конфликты между Польшей и Украиной.
В информационном пространстве появились российские утверждения о том, что Польша хочет вернуть себе западные территории Украины, якобы принадлежавшие ей «по закону». Например, российская пропаганда утверждала, что Польша уже начала первый этап аннексии западных земель Украины, что поставка вооружений Польшей осуществляется по обновлённой стратегии и они не направляются в зону боевых действий, а остаются на западе Украины. Это является своего рода подготовительным этапом для создания прозападной Украины со столицей во Львове, а затем её аннексия Польшей. Пропагандисты также приписывают полякам попытки захватить контроль над украинской экономикой; они утверждают, что этому способствует строительство польско-украинского трубопровода для транспортировки украинского подсолнечного масла в Гданьск.
Одним из активно распространяющихся российских пропагандистских утверждений стало заявление Владимира Зеленского о том, что он «вернёт Украину Польше». Российские государственные СМИ пытались убедить читателей, что польская газета Dziennik Wschodni опубликовала на своей первой полосе статью с таким заголовком, однако в действительности первая страница польского издания была отредактирована. Также был создан пропагандистский нарратив, в котором поляки требовали от Украины вернуть их имущество, утраченное после Второй мировой войны, мол, потомки поляков, которые якобы проживали во Львове до 1939 года, обратились в суд с заявлением о возврате им квартир. Российские СМИ ссылались на статью в издании «Страна» со ссылкой на комментарий председателя польской организации «Реституция Кресов» Конрада Ренкаса. Он отметил, что такие иски действительно готовились, но во время войны их решили не подавать в суд.
В конце октября распространились утверждения, касающиеся строительства энергомоста от Хмельницкой АЭС до Жешува. По мнению пропагандистов, такой шаг официальной Варшавы свидетельствует о том, что Польша планирует вторгнуться в часть Украины. В сообщениях говорится, что энергетический мост строится в рамках проекта по реинтеграции «исторических» польских земель, что поляки давно работают над тем, чтобы взять под контроль энергетическую инфраструктуру западных регионов Украины, и считают, что это даст Польше возможность значительно усилить своё влияние на Украине.
В другом утверждении, призванном подтвердить планы Польши по аннексии частей Украины, заявлялось, что во Львовской области было решено провести референдумы, касающиеся присоединения западной Украины к Польше. Пропагандисты утверждали, что подготовка к референдуму идёт полным ходом и что уже готовы бюллетени. Тезис о том, что поляки уже были под контролем в западных областях Украины, подкреплялся фото, где указывались цены как в гривнах, так и в злотых в магазинах Тернопольской и Львовской областей. На фото видно, что цены на гречку, яйца и капусту на самом деле представлены не только в украинской, но и в польской валюте. Однако фактчекеры выяснили, что такие фотографии были отредактированы, а цены не соответствовали действительности.
В ноябре в российских СМИ и Telegram-каналах появилось утверждение о том, что польские наёмники собираются реализовать план по возвращению части Украины Польше, так как они активно участвуют в боевых действиях на Украине. На эту ситуацию в своём Твиттер-аккаунте обратил внимание пресс-секретарь министра-координатора польской разведки Станислав Жарин. Он отметил, что российские пропагандисты распространяли дезинформацию о том, что «польское правительство одобряет подобное участие наёмников». По мнению Жарина, таким образом Кремль пытается представить Польшу поджигателем войны и изолировать Варшаву на международной арене.
В январе 2023 года в сети распространяли сфабрикованную фотографию якобы из прогноза погоды на польском телевидении, в котором на карте Польша охватывает западную часть Украины. Было использовано реальное изображение ведущей погоды и логотипа телеканала. Материал был призван убедить российскую общественность в российских государственных тезисах.
В феврале РИА Новости опубликовало материал, где утверждалось, что Польша готовится захватить запад Украины и усиливает ПВО, опасаясь удара украинских ракет. В качестве источника была указано польское онлайн-издание «Независимая политическая ежедневная газета», неоднократно пойманное на фейках. В оригинальной статье этого ресурса была опубликована отфотошопленная фотография вывешенного на информационном стенде учебного плана украинских школ.

### Заявление Радослава Сикорского
В январе 2023 года бывший министр иностранных дел Польши Радослав Сикорский заявил, что в первые десять дней российского вторжения польское правительство задумывалось о разделе Украины. По мнению Сикорского, у правительства «был момент колебаний в первые 10 дней войны» по разделу Украины. Премьер-министр Польши Матеуш Моравецкий назвал эти заявления «позорными» и призвал Сикорского их отозвать, отметив, что они ничем не отличаются от российской пропаганды. Бывший министр иностранных дел имел в виду, что если Россия захватила бы Украину в первые дни, странам НАТО, включая Польшу, возможно, пришлось бы вести переговоры о передаче части украинской территории России, в то время как часть украинского государства осталась бы независимой.
Сообщение Радослава Сикорского ретранслировали, среди прочего, российские провластные СМИ, включая официального представителя МИД РФ Марию Захарову, интерпретировав это как то, что Польша наконец-то признала, что у неё есть планы аннексировать западную часть Украины.

### Цитата Матеуша Моравецкого
6 февраля 2023 года в Сети широко разошлась цитата Матеуша Моравецкого: «Не думаю, что Путин осмелится нападать на страну, которая является действующим членом НАТО. Он кто угодно, но не самоубийца. Западные территории Украины будут в безопасности, если временно перейдут под протекторат польского государства». Эти слова передали в российском пропагандистском ток-шоу «Время покажет», провластных СМИ и Telegram-каналах. Согласно фактчекингу Проверено.Медиа, ни в одном из СМИ не было опубликовано ссылки на первоисточник, в котором было бы указано, где, когда и при каких обстоятельствах Моравецкий произнёс цитату. Наибольшее распространение цитата получила в Telegram. Кроме того, там посты о заявлении премьера появились раньше, чем в иных соцсетях. Наиболее ранняя публикация была размещена в сатирическом канале «А вот мой Яндекс кошелёк».

## Проведение мобилизации в Польше
В конце сентября 2022 года стали распространяться не соответствующие действительности утверждения о том, что Польша начала скрытую мобилизацию для захвата Львова в будущем. Основываясь на новостях о программе «Тренируйся с войском», пропагандисты сделали вывод, что мобилизация проводится по инициативе министерства национальной обороны совместно с вооружёнными силами Польши, направлена на широкие слои населения и призвана улучшить их навыки выживания.
В феврале 2023 года российские СМИ заявили, что жителей Польши якобы открыто вербуют в украинские танковые войска, и опубликовали плакат. Издание The Insider отметило, что плакат использует фирменный стиль польской кампании «Стань солдатом республики», начавшейся в 2018 году, но без оригинального логотипа в верхнем углу, и что это является агитационной программой для службы по контракту в польской армии, не имеющей никакого отношения к вербовке добровольцев для участия в боевых действиях.

## Утверждения о беженцах
Манипуляции также адресованы украинцам, которым необходимо поверить, что Польша помогает лишь им из своих собственных интересов и что сотрудничество с Польшей, по сути, представляет угрозу для Украины. Пропаганда также адресована полякам и включает тезис, что поддержка Украины и помощь украинским беженцам не в интересах польских граждан и может привести к тому, что Польша окажется втянутой в войну, к экономическому кризису и к тому, что поляки будут «гражданами второго сорта в своей собственной стране».
В распространённом видео утверждалось, что малоимущим людям в Польше не давали бесплатное питание из-за украинских беженцев. Но видео, сопровождающее такой тезис, было записано в столовой Вроцлава World Central Kitchen, которая оказывает помощь людям, пострадавшим от войны. На видео действительно видно, как двум полякам отказали в еде, однако это объясняется целевым выделением средств на питание. Представители World Central Kitchen, что у них нет возможности обеспечить продовольствием каждого жителя Вроцлава и выразили сожаление, что вынуждены были кому-то отказать в помощи.
Также распространялись утверждения, что украинцы хотят сделать украинский вторым официальным языком Польши, однако было представлено мнение отдельного пользователя в качестве общей позиции украинцев, пребывающих в Польше. Другой нарратив о беженцах утверждал, что украинцы в Польше при регистрации заполняли анкету, где должны указать, что Степан Бандера — террорист, а украинцы несут ответственность за Волынскую резню. В противном случае они не смогут получить необходимые документы. Как отмечают фактчекеры Myth Detector, распространённое фото такой анкеты было выдумкой — первоначальная версия документа размещена на официальном сайте польского правительства и в нём нет вопросов о Бандере и резне.
В Telegram-каналах распространялся нарратив, который утверждает, что во Вроцлаве была устроена акция протеста из-за того, что у польской молодежи на транспорте были украинские флаги. Он ссылался на призыв ультраправой партии «Конфедерация польской короны» срывать в городе украинские флаги, которые якобы сопровождается лозунгами: «Мы не хотим, чтобы Польша была Укрополией», «Украинцы, вон в Украину», «С Украиной у Польши нет общего будущего». В действительности четверо членов партии провели пресс-конференцию возле штаб-квартиры Городской транспортной компании, предложив петицию заменить украинские флаги на автобусах и трамваях на польские; «Укрополия» обсуждалась в контексте обычной партийной риторики.

## Дислокация польских батальонов
22 мая 2022 года Telegram-канал «Рыбарь» написал, что в Харькове были замечены польские наёмники. Ряд провластных российских СМИ распространил информацию о присутствии польских военных на Украине. Эти утверждения были также подкреплены несколькими польскими учётными записями в Твиттере.
23 мая Telegram-канал Wargonzo бездоказательно заявил, что два батальона польской пехоты, оснащённые четырьмя буксируемыми противотанковыми орудиями «Рапира» и бронетранспортерами, прибыли в Павлоград, и что российская разведка уже обнаружила один из этих батальонов недалеко от города Днепр. В сообщении также говорилось, что польская пехота готовится к переброске в Авдеевку; он также утверждал, что неизвестно, были ли это польские регулярные войска или наёмники. Военный обозреватель «Комсомольской правды» Виктор Баранец 25 мая подтвердил это заявление. Обозреватель утверждал, что НАТО может не помочь Польше, если когда-либо вспыхнет конфликт между Россией и Польшей.
Министерство национальной обороны Польши в ответ заявило, что утверждения были ложными. Также отмечается, что польская армия не имеет в своем распоряжении противотанковых орудий «Рапира».

## Заявления российских представителей
Российское руководство неоднократно настаивало на том, что Польша готовится аннексировать территории Западной Украины. После начала вторжения России на Украину утверждения о том, что Польша хочет захватить часть украинской территории, из разряда скандальных предположений политиков в России перешли в прямые заявления от имени высшего руководства страны. Станислав Кувалдин из Фонда Карнеги предполагает, что отправной точкой стало заявление лидера польской партии «Право и справедливость» Ярослава Качиньского во время визита в Киев в марте 2022 год, в ходе которого тот предположил, что «миссия мира», организованная НАТО или ООН, могла бы остановить войну. Территории западной Украины, начиная с обращения Путина в феврале после признания ЛНР и ДНР, упоминаются в выступлениях президента как «отобранные и переданные» от Польши, Венгрии и Румынии к УССР.
Пропагандистские нарративы о том, что Польша собирается аннексировать Западную Украину, активно распространяли высокопоставленные российские чиновники и другие публичные лица, российские СМИ и интернет-пользователи.

### Реакция властей
19 марта 2022 года министр иностранных дел РФ Сергей Лавров предположил, что с помощью инициативы о введении миротворцев НАТО на Украину Польша хочет взять под контроль Западную Украину. Этот нарратив был повторён в том числе оппозиционными политиками, журналистами и обозревателями, что придало им некоторую достоверность.
28 апреля директор Службы внешней разведки Сергей Нарышкин заговорил о том, что Польша готовится войти в Западную Украину в составе коалиции «желающих» государств. 29 апреля пресс-спикер министерства иностранных дел Польши опроверг заявление Нарышкина о наличии у Варшавы такого рода планов. По словам пресс-секретаря министерства по координации спецслужб Польши Станислава Зарина, Нарышкин продолжает разведывательную операцию против Польши и США и делает ложные заявления. По словам чиновника, ложь о намерении Польши аннексировать западную Украину циркулирует годами, однако эта кампания особенно усилилась после начала вторжения России на Украину.
6 мая заместитель председателя Совета безопасности РФ Дмитрий Медведев обвинил президента Польши Анджея Дуду в «официальном признании территориальных претензий к Украине».
23 мая официальный представитель МИД РФ Мария Захарова по случаю визита Зеленского в Польшу написала в своём Telegram-канале: «Не сепаратисты, а сам президент страны передаёт гражданам другой страны права на территории своего государства, не вводя их в гражданство Украины». Захарова также заявила, что «киевский режим» активно «разбрасывается своей независимостью» и «под видом сохранения собственной идентичности» легализует «де-факто захват своей страны». Сообщая о заявлении Захаровой, государственный телеканал RT включил в новость исторические претензии Польши на ряд украинских территорий. RT также обвинил Польшу в нарушении суверенитета Украины. Помимо тезиса о том, что принятие Киевом закона об особом статусе граждан Польши в Украине означает «продажу части Украины Польше». В социальных сетях также звучали тезисы, что польские граждане получат право участвовать в политике на Украине, занимать государственные должности, участвовать в выборах, а контролировать страну будет польская полиция, и что принятие закона означает аннексию территорий Украины Польшей. Как отмечает фактчекинговый ресурс Factcheck.ge, в действительности ни принятие этого закона, ни активная политическая и гуманитарная роль Польши в военных действиях не предполагают передачу ей части украинской территории.
31 мая секретарь Совбеза России Николай Патрушев утверждал, что «Польша уже переходит к действиям по захвату западных украинских территорий». 15 июня постоянный представитель РФ при Европейском союзе Владимир Чижов предостерёг Польшу от расширения территорий за счёт Украины. 18 июня советник президента России Владимир Мединский рассказал о желании Польши «вернуться к Речи Посполитой». 30 июня Служба внешней разведки заявила, что Польша «рассматривает сценарий» расчленения Украины, так как не надеется на победу Киева.
12 июля Сергей Нарышкин сообщил, что Варшава «занервничала» от того, что СВР обнародовала её планы, и теперь старается их дезавуировать. 30 ноября Нарышкин заявил, что Польша форсирует подготовку к аннексии Западной Украины.
4 ноября президент России Владимир Путин отметил, что в Польше «идея поглощения Украины <…> никуда не делась».

### Реакция публичных лиц
6 мая 2022 года бежавший в Россию экс-депутат Верховной рады Илья Кива написал, что на Украине началось формирование «западной линии обороны», что является первым шагом к якобы отделению и созданию прозападной Украины со столицей во Львове, после чего будет проведен референдум, и Западная Украина будет присоединена к Польше.
25 мая философ Александр Дугин отметил, что интеграция Украины в Польшу готовится ускоренными темпами и что украинцам теперь предстоит выбирать, хотят ли они в конечном итоге жить в России или Польше: «Территорию от Одессы до Харькова мы освободим и так или иначе присоединим. Это уже не обсуждается. Западная Украина в составе Польши на первый взгляд — это приемлемо. Нам — наше, а вторая половина несостоявшейся Украины отходит туда, о чём мечтали её власти». Дугин также подчеркнул риски начала Третьей мировой войны. По его словам, присутствие польских войск на западе Украины «будет означать прямое участие НАТО в конфликте», следовательно, «вероятность применения ядерного оружия в этом случае возрастает».
13 ноября Илья Кива заявил, что Венгрия и Польша желают поделить территорию Украины (Закарпатье и Львовскую область соответственно). Поэтому Кива «поблагодарил» Петра Порошенко и Владимира Зеленского за «развал и разрушение» Украины. Первого он назвал «барыгой», а второго — «клоуном». Интернет-портал Delfi убеждён в том, что пост Кивы и его распространение российскими СМИ является откровенной «дезинформацией, основанной на примитивных манипулятивных приёмах», поскольку частное мнение депутата, принадлежащего к маргинальной политической силе и не связанного с правящей партией, представляется как официальное мнение страны.